# Козаченко Петро Михайлович
Петро Михайлович Козаченко (нар. 2 вересня 1950, село Самгородок, тепер Сквирського району Київської області) — український радянський діяч, бригадир комплексної бригади Київського науково-виробничого об'єднання «Більшовик». Член ЦК КПУ в червні 1990 — серпні 1991 р. Член Політбюро ЦК КПУ в червні 1990 — серпні 1991 р.

## Життєпис
Закінчив середню школу. Трудову діяльність розпочав у 1967 році колгоспником.
З 1971 року — розмітник, бригадир комплексної бригади Київського науково-виробничого об'єднання «Більшовик» Міністерства важкого машинобудування СРСР.
Член КПРС з 1979 року. Вибирався секретарем цехової партійної організації, кандидатом у члени Київського міського комітету КПУ.
Потім — на пенсії у місті Києві.

## Нагороди
- медалі